# رل (فرانسه)
روئولکس (به فرانسوی: Rœulx) یک کمون در فرانسه است که در نور-پا-دو-کاله واقع شده‌است.

## خصوصیات
روئولکس ۴٫۰۲ کیلومترمربع مساحت و ۳٬۴۳۱ نفر جمعیت دارد و ۳۵ متر بالاتر از سطح دریا واقع شده‌است.